# Eriosema glomeratum
Espèce
Synonymes
- Rhynchosia glomerata Guill. & Perr.[1] [2]

Eriosema glomeratum est une espèce de plantes à fleurs de la famille des Fabaceae et du genre Eriosema trouvée en Afrique.

## Liste des variétés
Selon Tropicos (25 décembre 2017) (Attention liste brute contenant possiblement des synonymes) :
- Eriosema glomeratum var. albidum Baker f.
- Eriosema glomeratum var. elongatum Baker
- Eriosema glomeratum var. glomeratum
- Eriosema glomeratum var. laurentii (De Wild.) Baker f.